# Rambites gracilis
Rambites gracilis là một loài tò vò trong họ Ichneumonidae.